# Tamara Acosta

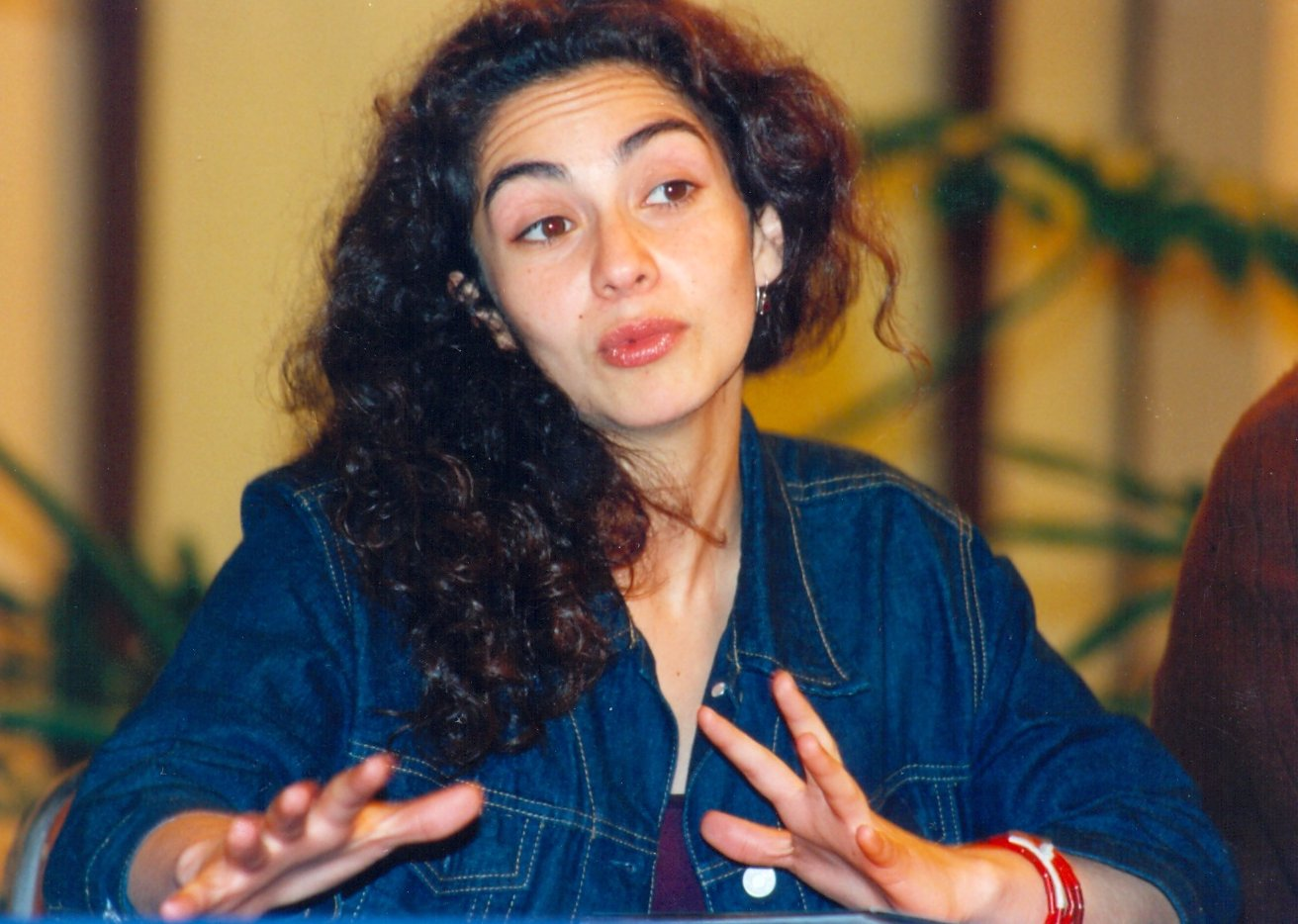
Tamara Acosta en 1999, durante la promoción de la película El desquite.

Tamara Acosta (San Bernardo, Santiago, 5 de febrero de 1972) es una actriz chilena.

## Biografía
Nació el 5 de febrero de 1972 en San Bernardo. Tiene dos hermanos; Andrei y Maximiliano. 
Cursó sus estudios básicos en el Instituto Sagrado Corazón en San Bernardo. Realizó estudios de actuación teatral en la Academia Club de Teatro, egresando como actriz en 1993 con la obra Madame de Sade de Yukio Mishima.  Recibió formación de los maestros Fernando González, Alfredo Castro y Rodrigo Pérez Müffeler.

## Carrera artística
Su primera aparición en televisión fue en Sábado Gigante Internacional en 1991 como participante de un concurso de situaciones.
Por su destacado papel de Ana López en la serie Los 80 fue nominada cinco veces consecutivas al Premio Altazor como mejor actriz de televisión, obteniéndolo de manera consecutiva en tres oportunidades.

## Filmografía
| Año  | Título                        | Papel                 | Director            |
| ---- | ----------------------------- | --------------------- | ------------------- |
| 1998 | Gringuito                     | María Ortúzar         | Sergio Castilla     |
| 1999 | La chica del Crillón          | Teresa Iturrigorriaga | Alberto Daiber      |
| 1999 | El desquite                   | Ana                   | Andrés Wood         |
| 1999 | El chacotero sentimental      | Mía Ballero           | Cristián Galaz      |
| 2000 | Tierra del fuego              | Mennar                | Miguel Littín       |
| 2001 | La fiebre del loco            | Nelly                 | Andrés Wood         |
| 2001 | Te amo (Made in Chile)        | Ema Neira             | Sergio Castilla     |
| 2004 | Machuca                       | Juana                 | Andrés Wood         |
| 2004 | Azul y blanco                 | Paloma Sanhueza       | Sebastián Araya     |
| 2005 | Monógamo sucesivo             | —                     | Pablo Basulto       |
| 2005 | La última luna                | Matilde               | Miguel Littin       |
| 2006 | El rey de los huevones        | Sandra                | Boris Quercia       |
| 2007 | Rojo intenso                  | Inspectora González   | Javier Elorrieta    |
| 2007 | Casa de remolienda            | Irene "La Ronca"      | Joaquín Eyzaguirre  |
| 2007 | Radio corazón                 | Valeria García        | Roberto Artiagoitía |
| 2009 | La Gabriela                   | Palma Guillén         | Rodrigo Moreno      |
| 2011 | Mi último round               | Matilde               | Julio Jorquera      |
| 2011 | Gente mala del norte          | La musa (Voz)         | Patricio Riquelme   |
| 2011 | El lenguaje del tiempo        | La mujer              | Sebastián Araya     |
| 2015 | El inquisidor                 | Juana (voz)           | Ignacio Eyzaguirre  |
| 2017 | La salamandra                 | La mujer              | Sebastián Araya     |
| 2022 | S.O.S. Mamis                  | Milagros              | Gabriela Sobarzo    |
| 2023 | Me vuelves loca               | Ignacia               | Boris Quercia       |
| 2023 | S.O.S. Mamis: Mosquita muerta | Milagros              | Gabriela Sobarzo    |

| Año  | Título                           | Papel   | Director         |
| ---- | -------------------------------- | ------- | ---------------- |
| 1994 | Largadistancia                   | —       | Claudia Aravena  |
| 1997 | Volando voy                      | —       | M.I. Littin-Menz |
| 2012 | Copia imperfecta: para Raúl Ruiz | Isidore | José Luis Torres |

## Televisión
| Año  | Título                  | Papel                          | Ref.            |
| ---- | ----------------------- | ------------------------------ | --------------- |
| 1993 | Ámame                   | Tamara                         | 1 episodio      |
| 1994 | Champaña                | Cynthia Jurandir               |                 |
| 1994 | Top secret              | Amparo Mena                    |                 |
| 1995 | Estúpido cupido         | Marisol Tagle                  |                 |
| 1996 | Sucupira                | Daniela López                  | [ 8 ]           |
| 1996 | Loca piel               | Lorena Torres / Danitza Torres |                 |
| 1997 | Oro verde               | Jeanette Machuca               |                 |
| 1998 | Iorana                  | Tahía Peñailillo               |                 |
| 1999 | La Fiera                | Katia Cereceda                 | [ 9 ]           |
| 2001 | Pampa Ilusión           | Clementina Paita               |                 |
| 2002 | El circo de las Montini | Nadia Marín                    |                 |
| 2004 | Los Pincheira           | Matilde Del Solar              | Papel principal |
| 2007 | Papi Ricky              | Colomba Chaparro               | Papel principal |
| 2008 | Don Amor                | Gloria Alessandri              |                 |
| 2010 | Feroz                   | Soledad Gutiérrez              | Papel principal |
| 2015 | Veinteañero a los 40    | Rafaella Guerra                | Papel principal |
| 2016 | Preciosas               | Elsa Morales                   | Papel principal |
| 2017 | Soltera otra vez 3      | Tatiana Álvarez                |                 |
| 2018 | Pacto de sangre         | Carmen Núñez                   | [ 15 ]          |
| 2019 | Amor a la Catalán       | Yanara Cabezas                 | Papel principal |
| 2023 | Generación 98           | Julia Gazmuri                  |                 |

| Año       | Título                          | Papel             | Ref.              |
| --------- | ------------------------------- | ----------------- | ----------------- |
| 1997      | Brigada Escorpión               | Melanie           | Episodio: Niña NN |
| 1998-1998 | Sucupira, la comedia            | Daniela López     |                   |
| 2007      | Mujer, rompe el silencio        | Jessenia          |                   |
| 2008-2014 | Los 80                          | Ana López         | Papel principal   |
| 2011      | Vida por vida                   | María Teresa León | Papel principal   |
| 2020      | S.O.S Mamis                     | Milagros          | Papel principal   |
| 2021      | No nos quieren ver              | Paola Gómez       | Papel principal   |
| 2022      | 42 días en la oscuridad         | Carmen            | 5 episodios       |
| 2024      | La cacería: En el fin del mundo | —                 |                   |
| 2024      | Vencer o morir                  | Dora              |                   |

Programas
- La ruta de la seda (TVN, 2001) - Coconductora
- La ruta de Amazonía (TVN, 2007) - Coconductora
- Vértigo V/S (Canal 13, 2008) - Invitada
- Acoso textual (Canal 13, 2010) - Invitada
- Zona de estrellas (Zona Latina, 2012) - Invitada
- Vértigo (Canal 13, 2012) - Invitada
- Sin maquillaje (TVN, 2013) -  Invitada
- Dudo (Canal 13C, 2013) - Invitada

## Teatro
- Madame de Sade (1993)
- La visita (1996), dirigida por Claudia Di Girolamo.
- Los Ciegos (1997)
- Las Huachas (2008)
- Topografía de un Desnudo (2010)
- Amledi, El Tonto (2010)
- Padre (2011)
- Persiguiendo a Nora Helmer (2012)
- El Hotel (2016)
- Lady Marginal (2017), dirigida por Claudia Di Girolamo.
- Ella lo ama (2024)

## Vídeos musicales
| Año  | Título   | Artista | Dirección        |
| ---- | -------- | ------- | ---------------- |
| 2022 | Las 4:40 | Gepe    | Bernardo Quesney |

## Premios y nominaciones

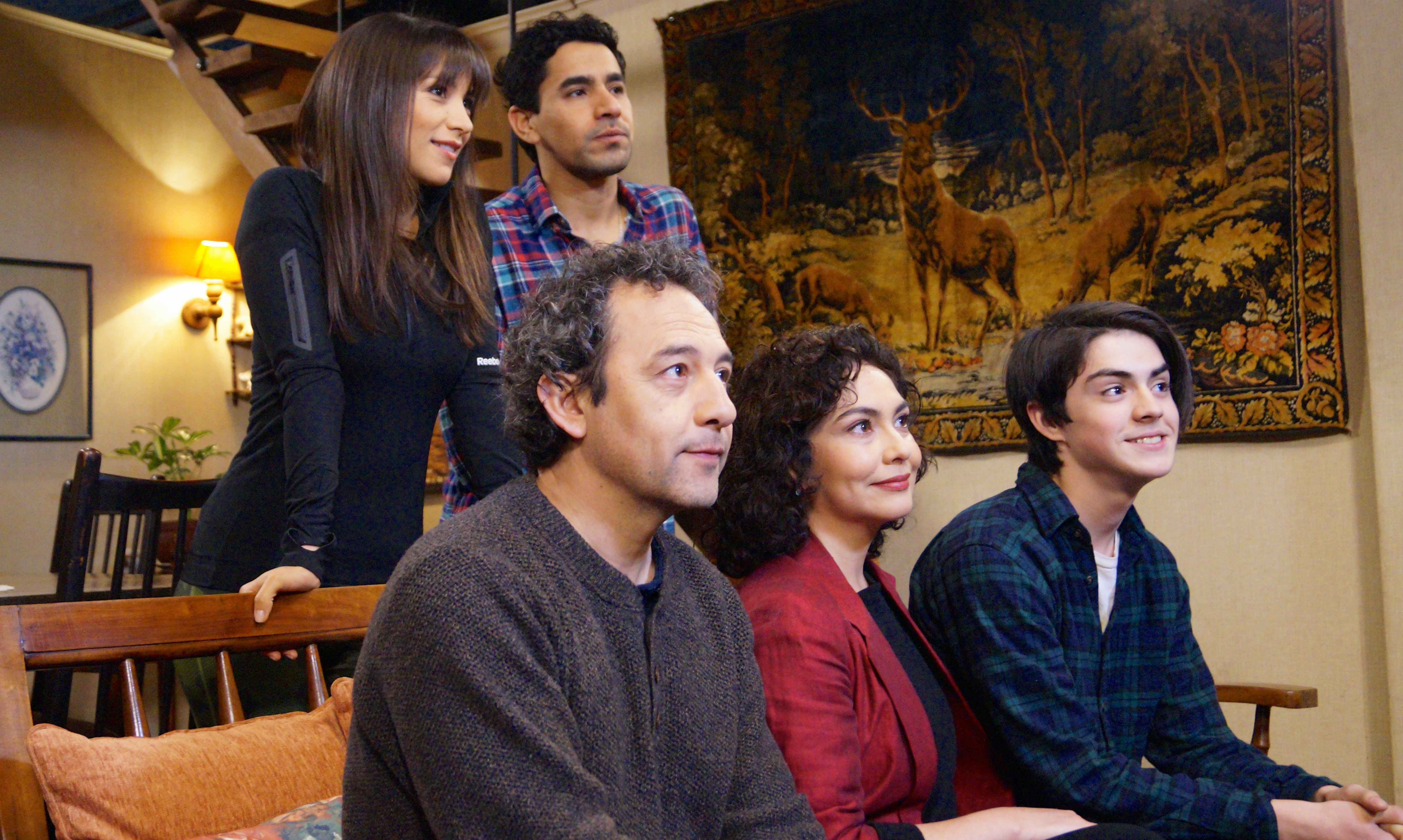
Acosta encarnó a Ana López en la serie Los 80, rol que le valió varios premios.

### Altazor
| Año  | Categoría                 | Producción                             | Resultado |
| ---- | ------------------------- | -------------------------------------- | --------- |
| 2000 | Mejor actriz de cine      | El desquite / El Chacotero sentimental | Ganadora  |
| 2002 | Mejor actriz - Cine       | La fiebre del loco                     | Nominada  |
| 2005 | Mejor actriz - Cine       | Machuca                                | Nominada  |
| 2009 | Mejor actriz - Teatro     | Las Huachas                            | Nominada  |
| 2009 | Mejor actriz - Televisión | Los 80: primera temporada              | Ganadora  |
| 2010 | Mejor actriz - Televisión | Los 80: segunda temporada              | Ganadora  |
| 2011 | Mejor actriz - Televisión | Los 80: tercera temporada              | Ganadora  |
| 2012 | Mejor actriz - Televisión | Los 80: cuarta temporada               | Nominada  |
| 2013 | Mejor actriz - Televisión | Los 80: quinta temporada               | Nominada  |

### APES
| Año  | Categoría                           | Producción                                  | Resultado |
| ---- | ----------------------------------- | ------------------------------------------- | --------- |
| 1996 | Mejor actriz - televisión (reparto) | Loca piel                                   | Ganadora  |
| 1999 | Mejor actriz - Cine                 | El desquite                                 | Ganadora  |
| 2001 | Mejor actriz - Cine                 | La fiebre del loco / Te amo (made in Chile) | Ganadora  |

### Copihue de Oro
| Año  | Categoría                 | Producción        | Resultado |
| ---- | ------------------------- | ----------------- | --------- |
| 2006 | Mejor actriz - Cine       |                   | Ganadora  |
| 2007 | Mejor actriz - Cine       |                   | Ganadora  |
| 2010 | Mejor actriz - Cine       |                   | Ganadora  |
| 2012 | Mejor actriz - Televisión | Los 80            | Nominada  |
| 2013 | Mejor actriz - Televisión | Los 80            | Nominada  |
| 2014 | Mejor actriz - Televisión | Los 80            | Nominada  |
| 2018 | Mejor actriz - Televisión | Pacto de sangre   | Nominada  |
| 2019 | Mejor actriz - Televisión | Amor a la Catalán | Nominada  |

### TV Grama
| Año  | Categoría                 | Producción                | Resultado |
| ---- | ------------------------- | ------------------------- | --------- |
| 2009 | Mejor actriz - Televisión | Los 80: segunda temporada | Ganadora  |
| 2010 | Mejor actriz - Televisión | Los 80: tercera temporada | Ganadora  |
| 2011 | Mejor actriz - Televisión | Los 80: cuarta temporada  | Nominada  |
| 2012 | Mejor actriz - Televisión | Los 80: cuarta temporada  | Nominada  |

### Premios Caleuche
| Año  | Categoría                                         | Producción               | Resultado |
| ---- | ------------------------------------------------- | ------------------------ | --------- |
| 2016 | Mejor actriz protagónica en series y/o miniseries | Los 80: quinta temporada | Ganadora  |
| 2019 | Mejor actriz protagónica en teleseries            | Pacto de sangre          | Nominada  |
| 2020 | Mejor actriz protagónica en teleseries            | Amor a la Catalán        | Ganadora  |
| 2023 | Mejor actriz protagónica en series y/o miniseries | No nos quieren ver       | Ganadora  |
| 2025 | Mejor actriz de soporte en series y/o miniseries  | La cacería 2             | Nominada  |

### Otros premios
| Año  | País                | Premio                                        | Categoría                       | Producción         |
| ---- | ------------------- | --------------------------------------------- | ------------------------------- | ------------------ |
| 1999 | Bandera de Siria    | Festival Internacional de Cine de Damasco     | Mejor actriz                    | El desquite        |
| 2000 | Bandera de Bolivia  | Festival Iberoamericano de Cine de Santa Cruz | Mejor actriz                    | El desquite        |
| 2002 | Bandera de Colombia | Festival de Cine de Cartagena                 | Mejor actriz de reparto         | La fiebre del loco |
| 2002 | Bandera de Perú     | Festival de Lima                              | Mejor actriz                    | La fiebre del loco |
| 2011 | Bandera de Chile    | Premio Paoa                                   | Trayectoria                     | Trayectoria        |
| 2011 | Bandera de Chile    | Premio Energía de Mujer                       | Trayectoria                     | Trayectoria        |
| 2019 | Bandera de Chile    | Premio Francis Francoise                      | Aporte artístico                | Aporte artístico   |
| 2019 | Bandera de Chile    | Premio Marés                                  | Mejor actriz en comedia         | Amor a la Catalán  |
| 2019 | Bandera de Chile    | Premio Estrella                               | Mejor actriz                    | Amor a la Catalán  |
| 2022 |                     | Nominación - Premio Produ                     | Mejor actriz principal en serie | No nos quieren ver |
| 2022 |                     | Nominación - Premio Marés                     | Mejor actriz en drama           | No nos quieren ver |

## Reconocimientos
- 2006: Elegida por Chile Elige como la segunda mejor intérprete femenina de todos los tiempos, solamente precedida por Claudia Di Girolamo.
- 2024: Reconocimiento artístico por la Municipalidad de La Pintana.[21]
- 2025: Elegida por Cadem como la tercera mejor actriz de la historia de Chile, solamente procedida por Delfina Guzmán y Claudia Di Girolamo.